# Death to 2020
Death to 2020 (A la mierda el 2020 en España y Muerte al 2020 en Hispanoamérica) es un falso documental de 2020 creado por Charlie Brooker y Annabel Jones, reconocidos por su trabajo en la serie de televisión Black Mirror. Distribuido por la plataforma Netflix, el filme presenta una serie de personajes ficticios que discuten los eventos mundiales ocurridos en el año 2020, incluyendo la pandemia del COVID-19 y las elecciones presidenciales estadounidenses. Estrenado el 27 de diciembre de 2020, el documental ha cosechado críticas mixtas, aunque algunas de las actuaciones del reparto han sido elogiadas.
Un segundo especial, Death to 2021, se estrenó el 27 de diciembre del 2021.

## Sinopsis
Mediante el formato de falso documental, los personajes discuten los eventos del 2020 con una mezcla de información verdadera y de sátira. El tema principal es la pandemia del COVID-19, particularmente en los Estados Unidos y el Reino Unido. Entre los acontecimientos que se producen a principios de año figuran la última parte de la temporada de incendios forestales de Australia de 2019-20, los discursos sobre el medio ambiente de Greta Thunberg en el Foro Económico Mundial, la renuncia del príncipe Harry y su esposa Meghan a la familia real británica y los Premios Óscar de 2020. Se resumen el asesinato de George Floyd en mayo de 2020 y las posteriores protestas en los Estados Unidos, con comentarios sobre la operación fotográfica de Donald Trump en la Iglesia de San Juan y los manifestantes que retiraron la estatua de Edward Colston en Bristol, Reino Unido.
En cuanto al tema del coronavirus, los personajes comentan los discursos reales de 2020 a la nación en el Reino Unido, las dos cuarentenas nacionales en Inglaterra, la circulación en línea de información falsa, los ensayos de las vacunas y los primeros usos de la vacuna Pfizer-BioNTech. En lo que respecta a las elecciones en los Estados Unidos, los temas que se están debatiendo incluyen la absolución del impugnado Donald Trump, las primarias demócratas entre Bernie Sanders y Joe Biden, los debates presidenciales entre Biden y Trump, los informes del New York Times sobre las declaraciones de impuestos de Trump, la elección por parte de Biden de Kamala Harris como compañera de fórmula y las demandas infructuosas de Trump luego de su derrota.

## Reparto
- Samuel L. Jackson como Dash Bracket, un reportero del New Yorkerly News[5]
- Hugh Grant como Tennyson Foss, un historiador[6]
- Lisa Kudrow como Jeanetta Grace Susan, una portavoz conservadora no oficial[5]
- Leslie Jones como la Dra. Maggie Gravel, una psicóloga del comportamiento[5]
- Joe Keery como Duke Goolies, un milenial freelancer[7]
- Kumail Nanjiani como Bark Multiverse, director ejecutivo de Shreekr[5]
- Tracey Ullman como la Reina Isabel II[5]
- Cristin Milioti como Kathy Flowers, una ama de casa racista[8]
- Diane Morgan como Gemma Nerrick, una ciudadana promedio[9]
- Samson Kayo como Pyrex Flask, un científico[5]
- Laurence Fishburne como el narrador[5]
- Charlie Brooker como James, el director[5]